# 松浦恆雄
松浦 恆雄（まつうら つねお、1957年 - ）は、日本の中国文学者、元大阪市立大学教授。
大阪府に生まれる。1982年に神戸大学文学部中国文学科を卒業して引き続き大学院に進み、1984年に大学院文学研究科修士課程を修了した。大阪市立大学文学部講師、助教授を経て、文学研究科教授となる。2004年に「二〇世紀中国における伝統劇の改革」で大阪市立大学より文学博士の学位を取得した。2023年3月に大阪公立大学を定年退職し、同名誉教授となる。

## 共編著
- 『中国のプロパガンダ芸術 毛沢東様式に見る革命の記憶』牧陽一,川田進共著 岩波書店 2000
- 『中国二〇世紀文学を学ぶ人のために』宇野木洋共編 世界思想社 2003
- 『元刋雜劇の研究 三奪槊・氣英布・西蜀夢・單刀會』赤松紀彦,井上泰山,金文京,小松謙,佐藤晴彦,高橋繁樹,高橋文治,竹内誠,土屋育子共編 汲古書院 2007
- 『越境するテクスト 東アジア文化・文学の新しい試み』垂水千恵, 廖炳惠,黄英哲共編 研文出版 2008
- 『文明戯研究の現在 春柳社百年記念国際シンポジウム論文集』飯塚容、瀬戸宏,平林宣和共編著 東方書店 2009
- 『帝国主義と文学』王徳威, 廖炳惠,安倍悟,黄英哲共編 研文出版 2010
- 『元刊雑劇の研究 2 (貶夜郎・介子推)』赤松紀彦,金文京,小松謙,佐藤晴彦,荀春生,高橋繁樹,高橋文治,竹内誠,土屋育子共編 汲古書院 2011

### 翻訳
- 鍾理和、彭小妍、呉錦発、鍾鉄民『客家の女たち』監訳 安部悟,渡辺浩平,沢井律之,三木直大共訳 国書刊行会 新しい台湾の文学 2002
- 『シリーズ台湾現代詩 陳義芝・焦桐・許悔之』上田哲二,島田順子共訳 国書刊行会 2004
- 『深淵 [ア]弦詩集』編訳 思潮社 台湾現代詩人シリーズ 2006
- 張貴興『象の群れ』人文書院 台湾熱帯文学 2010
- 駱英『小さなウサギ』思潮社、2010年、ISBN 978-4-7837-2895-5
- 『禅の味 洛夫詩集』編訳 思潮社 台湾現代詩人シリーズ 2011